# De Open Deur (CGGIN)

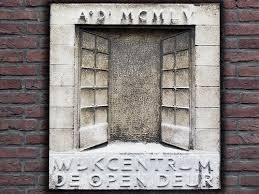
Gevelsteen De Open Deur

De Open Deur is een gebouw dat zich bevindt aan het Achterom, een gracht en straat in het centrum van de stad Delft, in de Nederlandse provincie Zuid-Holland. De naam van het gebouw is een verwijzing naar het Bijbelboek Openbaringen 3:7-13.

## Achterom 88
Via een centrale doorgang aan het Achterom had men tevens toegang tot het schuin achter gelegen gebouw 'Philalethes' (waarheidsvriend). Daar werden in de eerste helft van de vorige eeuw Bijbellezingen en politieke vergaderingen gehouden. Vanaf 1955 nam het gebouw 'De Open Deur' de functie van Philalethes over. Het was eigendom van de Hervormde gemeente van Delft.
Sinds 1956 werd Philalethes gebruikt door de Christelijke Gereformeerde Gemeente Delft, een klein bevindelijk orthodox-protestants kerkgenootschap dat zich in 1952 onder leiding van de predikant J.G. van Minnen had afgesplitst van de Christelijke Gereformeerde Kerken. Sinds 1971 gebruikt deze gemeente het gebouw De Open Deur (Achterom 88). Eind 1985 werd het pand door de Christelijk Gereformeerde Gemeente in Nederland van Delft aangekocht en verbouwd.

## Achterom 76-78
Ook Achterom 78 viel onder de kerkelijke eigendommen van de hervormde gemeente. Dat is aan het gevelopschrift te zien: Nederlands Hervormd Gemeente-gebouw. Het is een gemeentelijk monument en dateert uit 1850. De bouwstijl is traditionalistisch-classicistisch.  

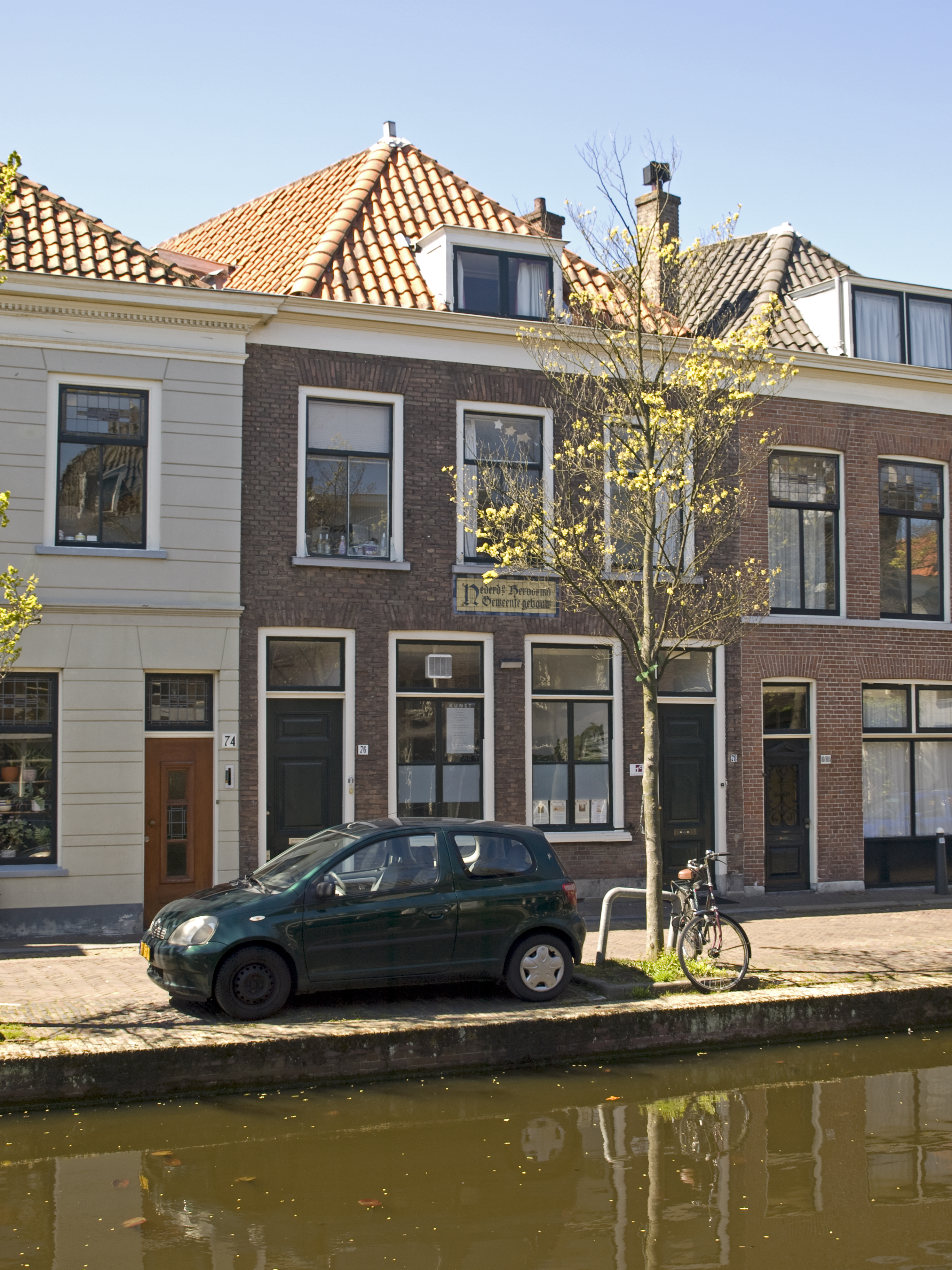
Achterom 76-78

## Huidige situatie
Aan het Achterom 88 worden maandelijks kerkdiensten gehouden. Er gaan predikanten vanuit de Christelijke Gereformeerde Kerken (van de bevindelijke stroming Bewaar het Pand) en vanuit de Hersteld Hervormde Kerk voor.